# أوكتام عيسيفيتش بارنويف
أوكتام عيسيفيتش بارنويف (1964 - 2020)، هو سياسي ورجل دولة أوزبكي، شغل منصب نائب رئيس وزراء أوزبكستان منذ 27 فبراير 2020. 
توفي في 20 سبتمبر 2020 في عيادة ألمانية بسبب مرض فيروس كورونا.